# Dadlington & Sutton Cheney
Dadlington & Sutton Cheney är en civil parish i distriktet Hinckley and Bosworth, Storbritannien. Den ligger i grevskapet Leicestershire och riksdelen England, i den södra delen av landet, 150 km nordväst om huvudstaden London. Det inkluderar Dadlington, Shenton och Sutton Cheney. Civil parish hade 490 invånare år 2021.